# Moisés Arragel
Rabí Mošé Arragel o Moisés Arragel de Guadalajara (n. en Guadalajara, España, a finales del siglo XIV - f. en Portugal en 1493) fue un rabino sefardí autor de la Biblia de Alba, traducción al castellano de la Biblia en hebreo, por encargo de Luis González de Guzmán. 

## Biografía
Se estableció en 1422 en Maqueda (Toledo), donde Luis González de Guzmán, maestre de la Orden de Calatrava, deseoso de leer la Biblia en lengua castellana, le animó a traducirla y comentarla. Aunque en un principio le asustó la complejidad de la tarea y el desagradar a judíos y a los cristianos, aconsejado por el franciscano Arias de la Encina y por el arcediano Guzmán, se trasladó a Toledo sustentado por el maestre, donde concluyó su traducción el 2 de junio de 1430 y la revisión, los comentarios y las notas en 1433. 
Arragel, tras el Edicto de Granada, se exilió a Portugal en 1492, donde falleció al año siguiente. Entre sus discípulos, según Abraham Zacuto, figura Isaac Abohab, que murió también en Portugal exiliado voluntariamente hacia 1493.

## La Biblia de Alba
El códice ilustrado de la traducción de Moisés Arragel de la Biblia se hallaba en 1624 en poder del Inquisidor General Andrés Pacheco, descendiente de Juan Pacheco, marqués de Villena, quien se lo regaló al conde-duque de Olivares. De ahí pasó por adquisición a la casa de Alba. Desde entonces, ésta fue la conocida como Biblia de la casa de Alba, que costó la nada despreciable cifra para la época de trescientos mil reales.
La traducción sigue la Vulgata, aunque no se aparta del texto hebreo. El escrito revela un buen conocimiento de la exégesis judía, sin ignorar la tradición cristiana. Acompañan a la Biblia las cartas intercambiadas con el promotor y los franciscanos, y muchas ilustraciones, obra de estos últimos. La obra solo fue impresa en dos volúmenes por Antonio Paz y Meliá con el título Biblia traducida del hebreo al castellano por Rabbí Mosé Arragel de Guadalfajara (1422 - 1433?) y publicada por el Duque de Berwick y Alba (Madrid: Imprenta Artística, 1920 y 1922). Es una edición ilustrada de trescientos ejemplares. En 1992, al conmemorarse el quinto centenario de la expulsión, Cayetana Fitz-James Stuart, duquesa de Alba, autorizó una edición en facsímil de 500 ejemplares. 
La obra de Arragel posee un interés no solo teológico y lingüístico, sino también literario, ya que ameniza sus glosas con fábulas, cuentos y apólogos.